# أغنام مانكس لوجتان
أغنام مانكس لوجتان سلالة من سلالات الأغنام البريطانية،تشتهر بقرونها المتعددة، فهذا النوع من الأغنام لا يمتلك قرنين كباقي الفصائل الأخرى، ولكنه قد يمتلك أربع قرون، أو حتى قد تضاعف قرونها لتصل إلى ستة قرون، تتواجد هذه الأغنام منطقة جزيرة أيل أوف يتم الأستفادة من صوفها، وكذلك يتم الأستفادة من لحومها.